# ELF (motorfiets)

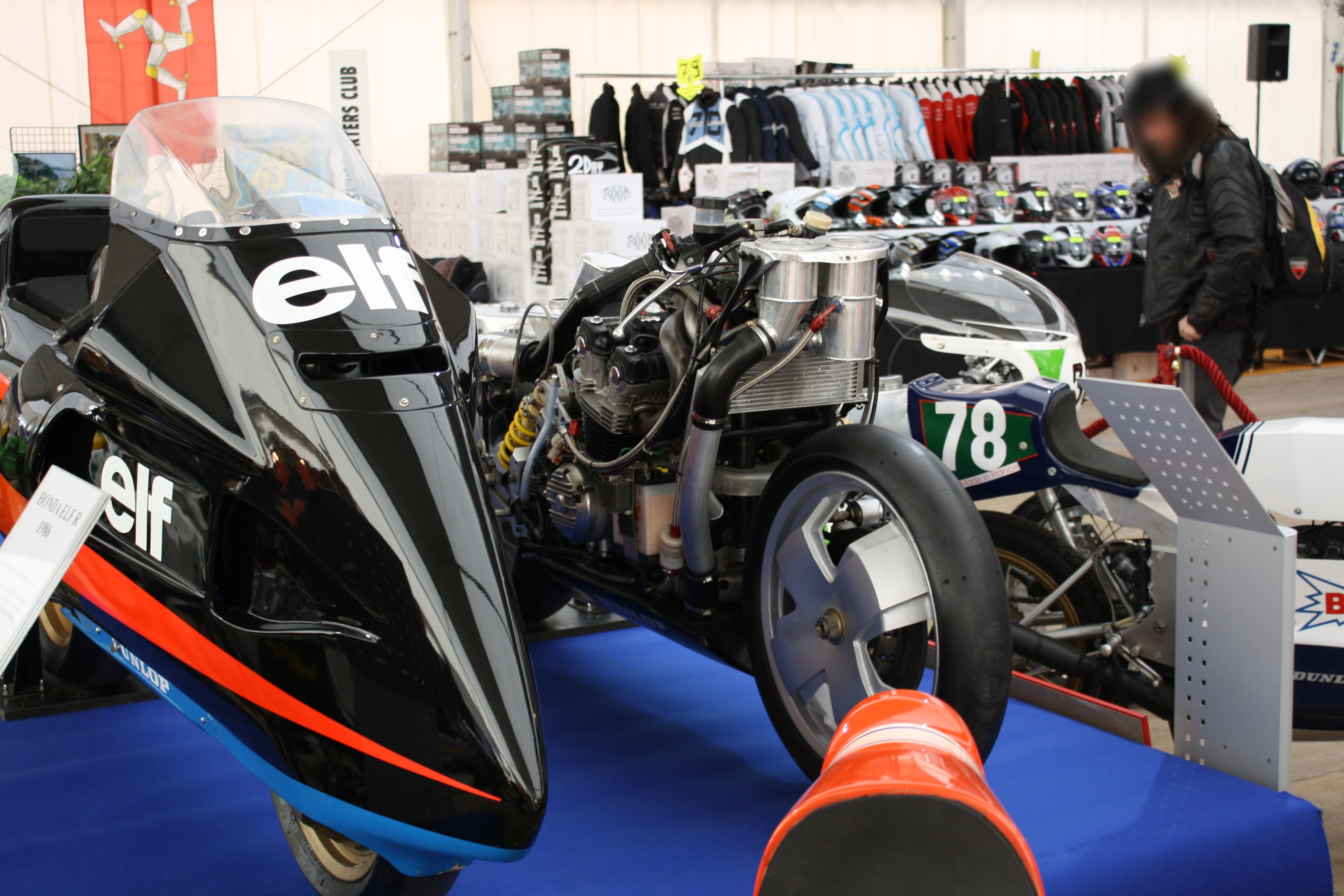
Een Elf R (links) uit 1986 en een Elf E uit het begin van de jaren 80

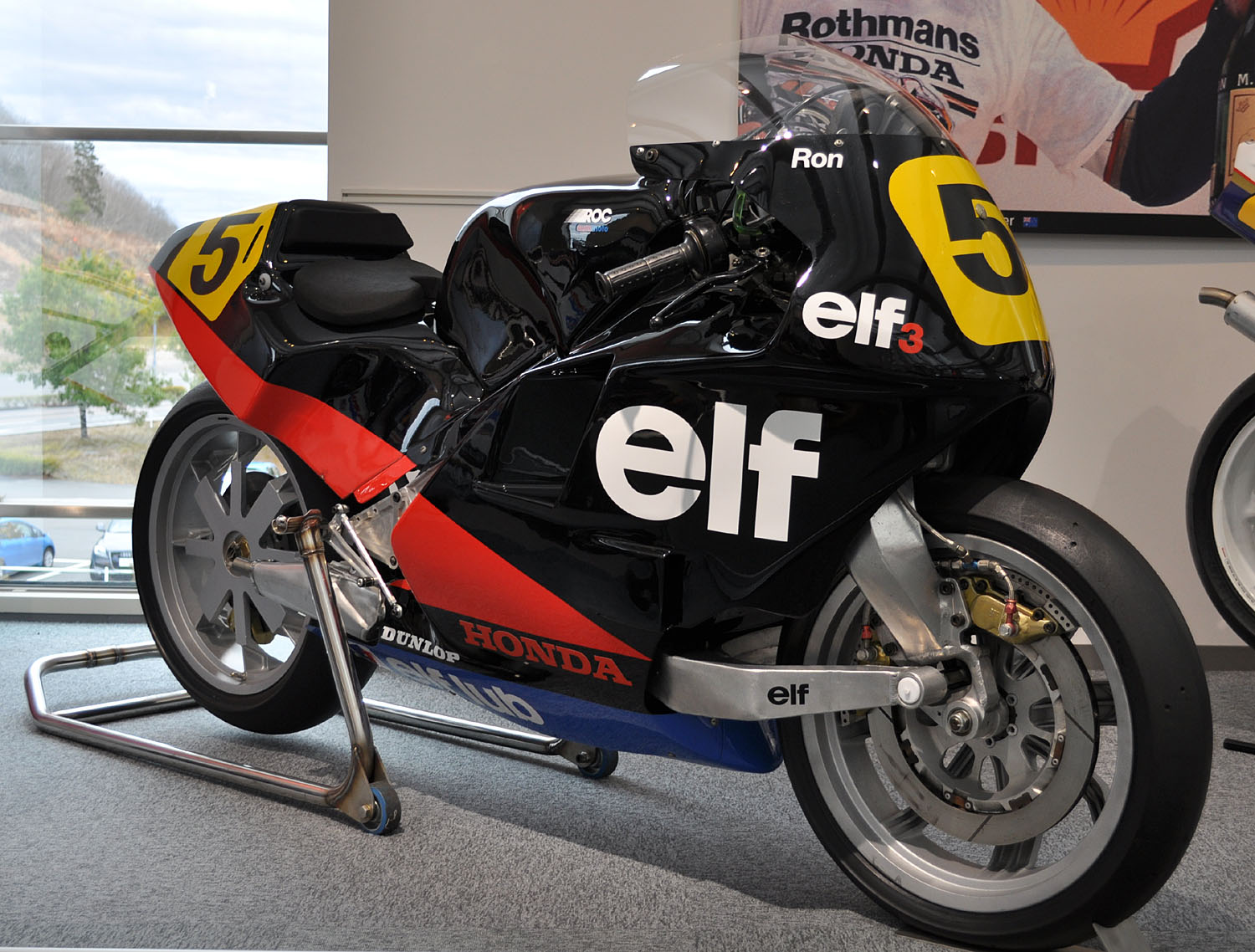
ELF 3 van Ron Haslam uit 1986

ELF is een historisch merk van bijzondere wegrace-motorfietsen.
ELF was een Frans project, gesteund door olieproducent Elf en vanaf 1984 ook Honda. Constructeur/ontwerper André de Cortanze bouwde racemotoren die allemaal voorzien waren van enkelzijdige voor- en achterwielophanging en naafbesturing.
Er werden diverse motoren gebruikt en er werd ook in diverse raceklassen gereden, zelfs 500 cc GP’s. Het project begon in 1978 met de Elf X, met Yamaha-motor en eindigde in 1988 met de Elf 5 Honda NSR 500 Grand Prix-motor. Intussen had men wel de patenten aan Honda verkocht dat ze gebruikte voor de ontwikkeling van Pro Arm, de enkelvoudige achtervork die vanaf 1985 werd toegepast.